# Joël Houssin
Joël Houssin (Parigi, 29 agosto 1953 – Massy, 23 marzo 2022) è stato uno sceneggiatore e scrittore francese di romanzi di fantascienza e gialli.

## Biografia
Nato a Parigi nel 1953, era conosciuto anche con il nom de plume David Rome e, insieme ad altri scrittori, con gli pseudonimi collettivi Sacha Ali Airelle e Zeb Chillicothe. Abbandonato dalla madre a tre settimane, pubblicò non ancora diciottenne il suo primo romanzo, ma raggiunse il successo solo negli anni ottanta con la serie di romanzi polizieschi Dobermann.
Conosciuto in patria come lo "Stephen King national", scrisse numerosi romanzi di fantascienza e gialli oltre a storyboard per fumetti, e lavorò come sceneggiatore per la televisione (suoi alcuni episodi de Il commissario Moulin) e per il cinema (il soggetto e la sceneggiatura di Dobermann).

## Opere tradotte in italiano
Per la bibliografia completa si rimanda alla pagina dell'autore su Wikipedia in lingua francese
- Il dobermann americano (Le dobermann américain, 1981), Milano, Sonzogno, 1997 ISBN 88-454-1076-5

## Filmografia principale
- Ma vie est un enfer - Regia di Josiane Balasko (1991) (sceneggiatura)
- Dobermann - Regia di Jan Kounen (1997) (soggetto e sceneggiatura)

## Alcuni riconoscimenti
- 1990 - Premio Apollo per Argentine
- 1986 - Grand Prix de l'Imaginaire per Les Vautours
- 1992 - Grand Prix de l'Imaginaire per Le Temps du twist